# Kenny Baker (Jazzmusiker)
Kenny Baker (* 1. März 1921 in Withernsea, Yorkshire; † 7. Dezember 1999 in Felpham, West Sussex) war ein britischer Jazzmusiker (Trompete, Flügelhorn, Kornett) und Komponist.

## Leben und Wirken
Kenny Baker spielte schon als Jugendlicher in einer Bläsergruppe und wurde mit 17 Jahren professioneller Musiker. Er verließ seine Heimatstadt in Yorkshire und zog nach London, wo er bei George Chisholm arbeitete. Während des Zweiten Weltkriegs diente er in der RAF; in diese Zeit fallen erste Plattenaufnahmen, die bei einer öffentlichen Jam-Session 1941 entstanden und ihn in der Londoner Clubszene bekannt machten. Baker war dann der Lead-Trompeter in Ted Heaths Nachkriegs-Orchester; zu hören war er auf ‘Bakerloo Non-Stop’, das für Decca 1946 aufgenommen wurde.
In den 1950er Jahren leitete Kenny Baker eigene Formationen wie die Baker’s Dozen, mit der er eine regelmäßige Jazzshow im BBC-Programm in der Reihe Let’s Settle For Music hatte.
In den 1950er Jahren nahm er mit seinem Quartett regelmäßig Platten für Parlophone auf. 1954 wirkte er am Soundtracks des Films Genevieve mit. In den 1960er und 1970er Jahren arbeitete er ansonsten vorwiegend als Studiomusiker, u. a. für Filmmusiken, und trat mehrfach in der BBC Radiosendung Sounds of Jazz auf.
1962 spielte er in der BBC’s Big Band Special, die von John Dankworth geleitet wurde. In den 1970er Jahren gründete er die Tournee-Show Best of British Jazz mit Don Lusher, Betty Smith und Tony Lee. Die Gruppe trat regelmäßig bis 1976 auf und wurde später mehrfach wieder belebt.
Im Laufe seiner Karriere wirkte er außerdem an Aufnahmen von Frank Sinatra, Sammy Davis junior, Tony Bennett und The Beatles. Er war auch an einigen James-Bond-Soundtracks beteiligt und war in zahlreichen Fernsehprogrammen wie der Muppet Show. In den 1980 arbeitete er am Soundtrack der TV-Serie The Beiderbecke Trilogy. 1993 re-organisierte er seine Baker’s Dozen mit Alan Barnes, Brian Dee, Richard Edwards sowie Bruce Adams und trat mit ihr im Ronnie Scott's Club in Birmingham auf (The Boss Is Home, 1994). 1989/90 nahm er die zehn Alben umfassende Louis Armstrong Collection auf, die sämtliche von Armstrong geleitete Sessions interpretierte, wobei der Original-Gesang von Armstrong nachträglich eingefügt wurde. 1993 folgte eine Hommage an die Trompeter der New Orleans bis Swing-Ära, wie Red Nichols und Harry James.
1999 wurde er als Bester Trompeter bei den BT British Jazz Awards ausgezeichnet. Im selben Jahr wurde ihm auch der MBE verliehen.

## Diskographische Hinweise
- Birth of a Legend ’41-’46 (hep Records) mit George Chisholm, Buddy Featherstonehaugh, George Shearing, Dick Katz, Vic Lewis, Jack Parnell
- The Half Dozen/After Hours (Lake 1955/57) mit George Chisholm, Bruce Turner, Derek Collins
- Play Not Quite Two Dozen (Jasmine, 1955) mit Tommy McQuater, Keith Christie, Bill Le Sage
- Easy Jazz (Vocalion, 1974) mit Brian Lemon
- The Louis Armstrong Collection (Magic Music, 1989/90)
- Tribute to the Great Trumpeters (Horatio Nelson, 1993)
- Ain’t Misbehavin’ (Zephyr, 1997)